# Desnudo masculino en la fotografía

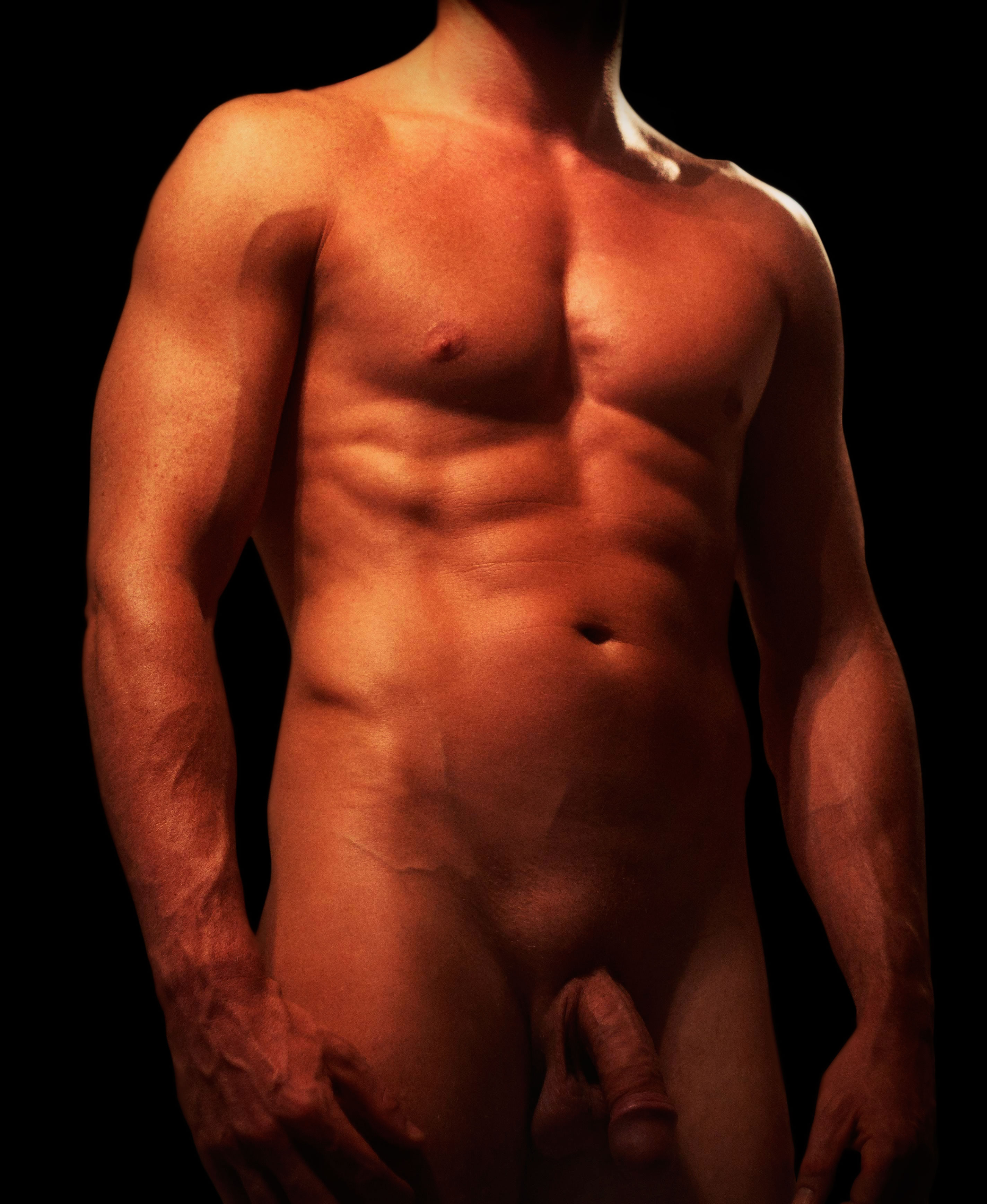
Fotografía artística de un torso desnudo de un hombre

La fotografía del desnudo masculino es la representación fotográfica donde se muestra el desnudo masculino. Ha tardado mucho tiempo en ser aceptada como una forma legítima de expresión artística en la historia de la fotografía.

## Precedentes
Durante el primer florecimiento de la fotografía, entre 1830 y 1840, su función principal era la de producir retratos de individuos. Lo que hasta el momento había estado sólo al alcance de los nobles y la gran burguesía, se extendió por todas las clases sociales.

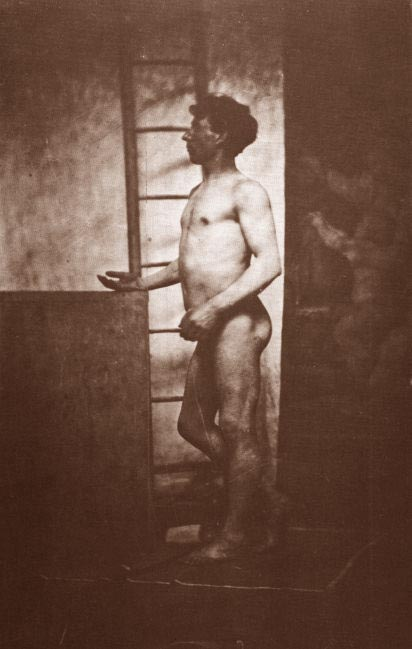
Uno de los primeros desnudos masculinos, hacia 1856.

Los fotógrafos enseguida percibieron que existía un mercado emergente fuera del retrato. Así nació el comercio de fotografías que mostraban objetos, edificios, calles, paisajes y, finalmente, desnudos. Según David Leddick, autor del libro The male nude (1999), la sociedad impuso inicialmente la comercialización exclusiva de la fotografía de desnudos femeninos, aunque con fines eróticos, bajo el pretexto de ser «artísticas». La mayoría de los hombres no les gustaba la vista de hombres desnudos y ninguno creía que una mujer puede apreciar la belleza se encuentra en un desnudo masculino. Los hombres que si apreciaban la belleza del desnudo masculino eran una minoría.
La fotografía era vista como una forma de reproducción mecánica de la realidad, una «fotocopia» de la realidad, carente de la mediación artística de las formas de arte más antiguas, como la pintura o la escultura. La capacidad de la fotografía de mostrar las cosas «tal como son» fascinaba por una parte, pero por otra asustaba por lo que se consideraba su «crudeza», que no permitía los embellecimientos de las artes tradicionales.

## Inicios difíciles

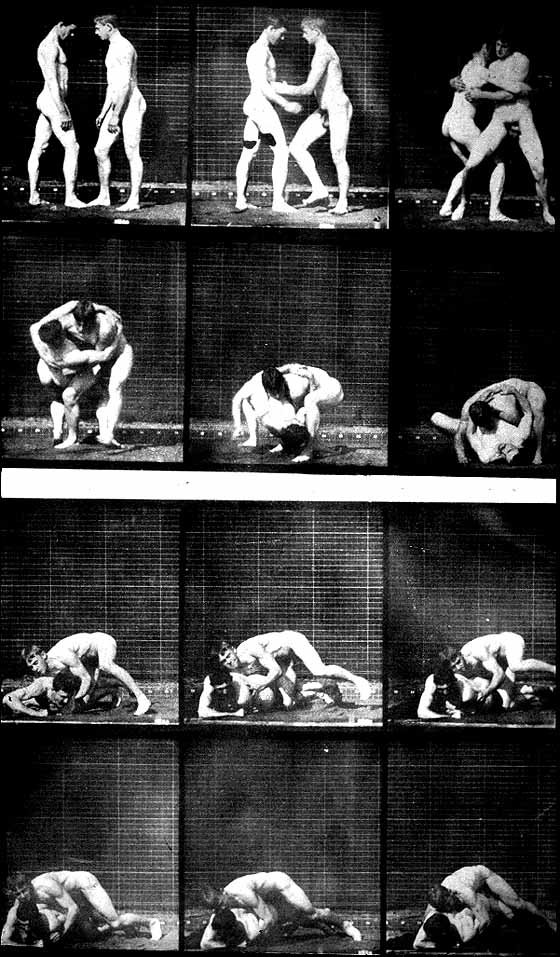
Dos hombres desnudos luchando, secuencia de Eadweard Muybridge (1830-1904), de Animal locomotion (1887), placa 546.

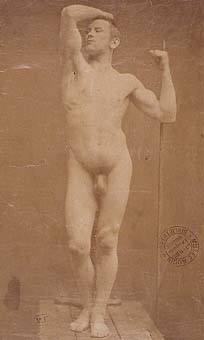
Gaudenzio Marconi (1841-1885), Auguste Neyt, modelo de "La edad del bronce" de Rodin (1877).

Aplicada al desnudo, la fotografía mostró inmediatamente la posibilidad de proporcionar modelos para los artistas y diseñadores a un precio excelente, pero se criticó la crudeza de la representación, que estaba constantemente rozando la obscenidad y bajo sospecha de pornografía, incluso cuando el sujeto no tenía intención explícitamente sexual. Este peligro era mucho más presente en el caso del hombre desnudo, ya que, como se alegó para justificar el tabú, su cuerpo tiene los genitales expuestos (por no decir exhibidos), algo que no sucede en las mujeres.
Sólo las fotografías realizadas específicamente como modelos para artistas (de las que se conservan muchas imágenes que tienen su perfecta correspondencia en cuadros o estatuas) y aquellas realizadas con fines científicos, como las destinadas a los médicos, consiguieron superar esta barrera. En ambos casos el desnudo era presentado como una «necesidad».
Entre los fotógrafos que realizaban obras para artistas, se debe mencionar a Cavalas, a Jean Louis Marie Eugène Durieu (1800-1874) y a Gaudenzio Marconi (1841-1885). Algunas de las de Durieu se realizaron bajo encargo expreso de Eugène Delacroix y Auguste Rodin realizó encargos a Marconi. Especialmente interesantes como documento del pensamiento que veía el desnudo masculino como «soporte tećnico» del artista, son las imágenes del libro Der act de Otto Rieth y Max Koch (1894), en las que el fotógrafo renuncia ostentosamente a cualquier elevación artística del sujeto. Los modelos son colocados al lado de epejos que multiplican los puntos de vista de la imagen, colgados de trapecios, recostados sobre divanes apoyados en vertical sobre paredes (con un efecto a veces cómico), buscando exclusivamente maximizar la utilidad técnica de la imagen, aunque sea a costa de la belleza de la composición.
Entre las imágenes científicas que aún son apreciadas por su valor estético están las del británico Eadweard Muybridge, que estudió en los Estados Unidos el movimiento de los animales, incluyendo el de los seres humanos (ciertamente desnudos), tomando imágenes en cortos intervalos con cámaras no sincronizadas, para combinarlas más tarde creando secuencias de imágenes que debían permitir estudiar las fases del movimiento (cronofotografía). Sus estudios fueron publicados en 1887 y consiguieron, incluso en los puritanos Estados Unidos, una primera, tímida, respetabilidad «científica» al desnudo, abriendo la puerta a un artista como Thomas Eakins. Eadweard ciertamente no fue el primero en realizar fotos de desnudos masculinos, ya que como se ha visto más arriba, fotografía de desnudos masculinos ya se llevaba realizando durante algún decenio antes en Europa.

## Diversificación y erotismo

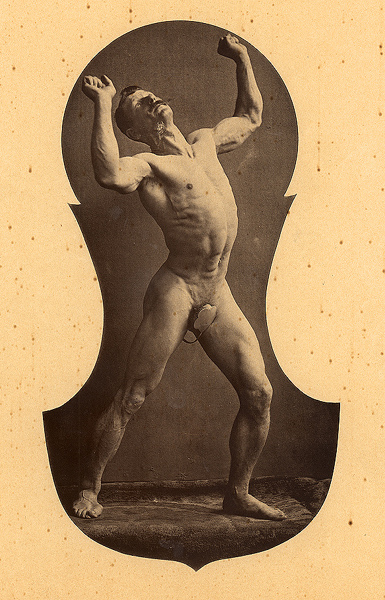
Desnudo académico masculino de Emile Bayard (1837-1891), editado en el libro Le Nu esthétique. (1902).

Las posibilidades abiertas por la fotografía en el campo del erotismo no pasó desapercibido: las primeras fotografías de mujeres desnudas o semidesnudas fueron prácticamente contemporáneas a la invención del nuevo instrumento técnico. La producción sin embargo fue duramente perseguida por las autoridades y confinada a menudo a la producción «casera» (que circulaban como originales fotográficos, realizados uno por uno, y no reproducidos a bajo coste sobre libros o revistas, como en la actualidad), a la difusión clandestina y, a menudo, producida por y promocionada en los burdeles, en los que se empleaba para describir al cliente de forma rápida y cómoda (y «sin velos») el «catálogo» de las prostitutas presentes.
Aún más rara y más perseguida fue la producción erótica de desnudos masculinos, que tenía un mercado casi exclusivamente homosexual, en un mundo en el que la homosexualidad era un delito en muchos países occidentales. Esta es la razón de que la foto del desnudo masculino fuera reducida a aparecer bajo actividades aceptables para la sociedad de la época.
La primera actividad bajo la que se permitía realizar fotografías de desnudos masculinos fue el arte, del que ya se ha hablado. Este permaneció como la primera coartada para una producción limitada y aceptada de desnudo erótico masculino. Imágenes que se vendía por precios altos y que quedaban reservados a una élite. Debido a que la fotografía comenzó a ser aceptada como un arte relativamente tarde, de hecho, en el siglo XX todavía se discutía sobre el tema, una parte de esta producción se agrupaba bajo la denominación «modelos para artistas».
En cambio, la fotografía científica (médica, antropométrica, criminológica, antropológica) no fue usada para fines artísticos, a pesar de que los institutos médicos y científicos emplearon a menudo fotógrafos que eran artistas; las fotos comisionadas tenían habitualmente un fin casi exclusivo de documentación, que no permitía un valor artístico y mucho menos erótico.
Existe también una producción comercial «de burdel», especialmente francesa, de intención abiertamente pornográfica, cuya naturaleza y difusión todavía está esperando ser estudiada adecuadamente.

### Fotografía antropológica

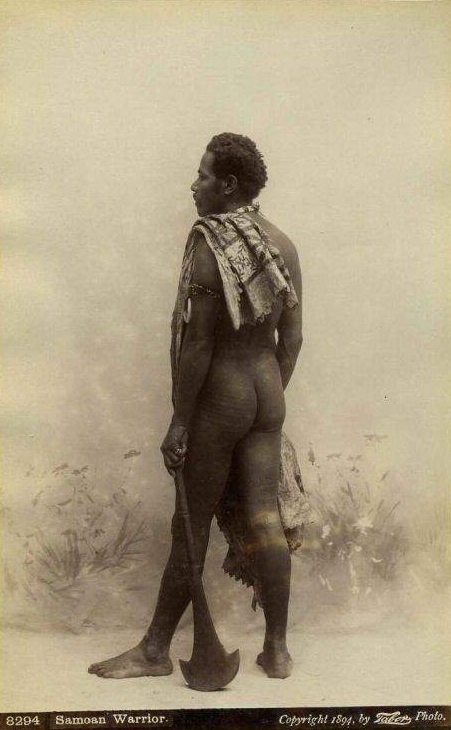
Foto de Taber Photo (San Francisco) de un guerrero samoano de hacia 1894.

Otra coartada fue la fotografía antorpológica o etnológica de pueblos considerados como «no civilizados» (y por lo tanto «inmorales»), habitantes de zonas en las que, debido al clima, la desnudez era común. Esta producción llegó incluso a países no tan lejanos, pero a los que el turismo homosexual llevaba a los potenciales clientes: sobre todo Italia, pero también los países del norte de África, con fotos de muchachos semidesnudos o completamente desnudos.
Probablemente el más conocido dentro de este tipo de fotografía fue el estudio Lehnert & Landrock, que operaba en el norte de África, proponiendo fotos «antropológicas» y «exóticas» de desnudos femeninos integrales, junto con fotos de muchachos semivestidos de sensibilidad ligeramente pedófila. Se debe notar que estas fotografías, que en la actualidad serían sin duda tachadas de pedófilas, fueron reproducidas en la época como cartulinas y vendidas en miles de ejemplares (y enviadas a través del servicio de correo normal). La mentalidad de la época era, de hecho, la contraria a la actual: el desnudo infantil era menos inmoral que el adulto. Las señales de la pubertad, la aparición del vello, especialmente el púbico, eran considerados en la época como automáticamente «sexuales» y por lo tanto «obscenas». Y viceversa, el desnudo preadolescente era considerado menos evocador de la sexualidad y por lo tanto aceptado con mayor facilidad. Esto naturalmente también era válido para la fotografía de desnudos de niñas.

### Fotografía deportiva

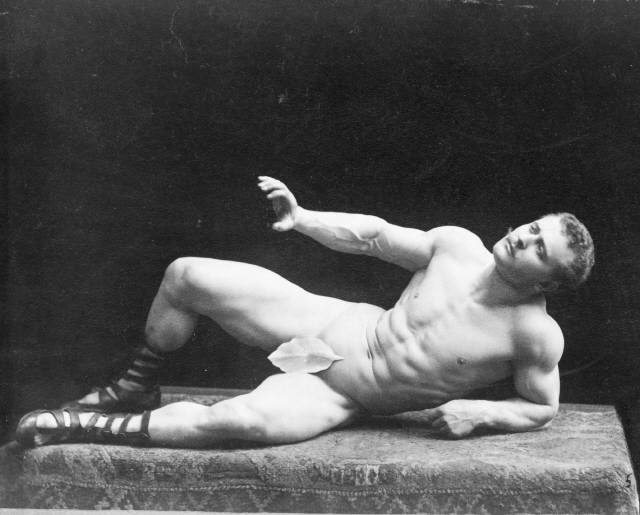
Fotografía del forzudo Eugen Sandow (1867-1925) realizada por Benjamin J. Falk en 1894.

La naciente fotografía deportiva constituyó otro campo en el que era lícito, o incluso lógico, exhibir la belleza del cuerpo masculino desnudo, aunque su uso para satisfacer el mercado de imágenes de desnudo masculino fue un fenómeno que sólo se desarrolló después de la II Guerra Mundial, sobre todo en los EE. UU..
Este tipo de fotografía se dirigió sobre todo a aquel público que prefería el cuerpo masculino adulto y viril, mientras que la foto de arte tendía a preferir el cuerpo adolescente o del adulto con características masculinas no demasiado pronunciadas. Con la excusa de lo «estatuesco» fueron producidas y comercializadas miles de ejemplares en cartulina con imágenes de célebres luchadores o levantadores de pesos de la época.
Asimilable a la fotografía deportiva era la fotografía circense, vendidas en las exhibiciones públicas de fuerza (en los circos, pero también en los teatros) que tuvieron mucho éxito a finales del siglo XIX y principios del XX, creando auténticas «estrellas del músculo» cuyas fotos, adecuadamente desvestidos, eran producidas en masa para ser vendidas entre los espectadores y fanes.

## Erotismo italiano
En más de un caso, los fotógrafos que usaron el arte como coartada eran artistas de verdad, cosa sorprendente en una época en la que el obturador todavía no había sido inventado y el fotógrafo debía calcular a ojo la exposición y por tanto la calidad de la luz, después de lo que debía revelar la foto y retocarla a mano. No es casualidad que muchos de los primeros fotógrafos fueran originalmente pintores.
La mayoría de los fotógrafos de cierta calidad que realizaban fotos de desnudos trabajaban en Italia. Entre los que trabajaron fuera hay que mencionar al estadounidense Fred Holland Day. Day se esforzó por dar dignidad artística a la foto del desnudo masculino, atenuando lo que entonces era visto como la «crudeza» de la imagen fotográfica, realizando puestas en escena muy exactas y manipulaciones que suavizaban los contornos del cuerpo retratado, dándoles un aire onírico.

### Wilhelm von Gloeden

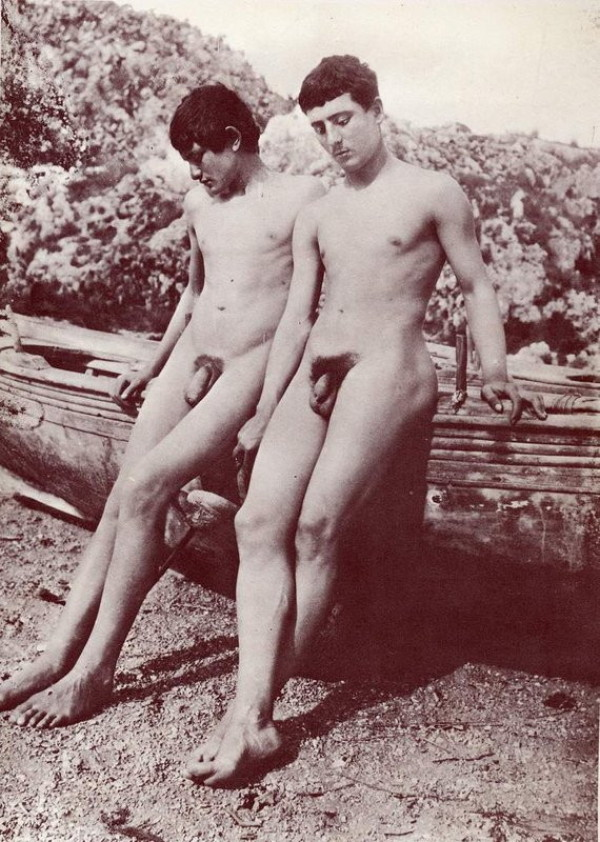
Wilhelm von Gloeden, Due ragazzi nudi sulla spiaggia (1856-1931)

Wilhelm von Gloeden (1856-1931) era un noble alemán que había estudiado pintura y que se trasladó a Sicilia por problemas de salud. Allí transformó su afición a la fotografía en profesión tras arruinarse, produciendo durante treinta años imágenes arcadias de jóvenes sicilianos vestidos de pastores neoclásicos.
Inicialmente académico y pintor, Gloeden supo inventar literalmente un mundo fantástico, totalmente suyo, en el que el desnudo era distanciado de la carga explícitamente erótica, permaneciendo aceptable para la mentalidad de la época a través haciendo referencia a una clasicismo ideal, alejado de la realidad.
El carácter homosexual de su producción de desnudos masculinos, sin embargo, estaba claro para sus clientes, pero la coartada fue suficiente para permitir a Gloeden trabajar sin problemas (aunque no siempre se libró de la polémica y se le acusó de hacer «comercio de carne humana») durante toda su vida. En los últimos años de su actividad, el muchacho efébico preferido por Gloeden pasó de moda, siendo reemplazado por el desnudo masculino más retórico, musculoso y adulto.
En la fotografía de Gloeden y de sus contemporáneos la fotografía del desnudo se emancipa de la pretensión de ser una herramienta de la pintura y se convierte en una razón en sí misma. De hecho, en este punto la relación entre la pintura y la fotografía se invierte: serán algunas de los grabados de Mariano Fortuny los que sugieran las poses de algunas de las fotografías de Gloeden, mientras que una de sus imaǵenes más célebres, el Caín, no es simplemente una copia Hombre joven desnudo sentado de Flandrin (hoy en el Louvre).

### Wilhelm von Plüschow

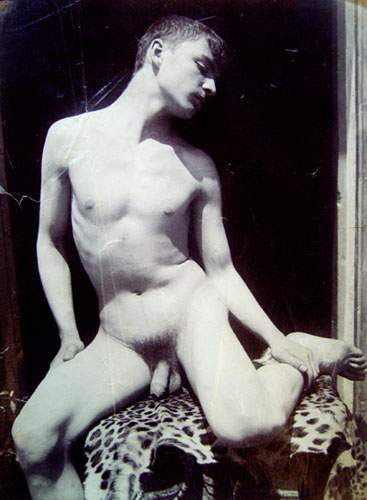
Wilhelm von Plüschow, Numero di catalogo: 10747. Timbrata. 1890

Un acercamiento distinto al de Gloeden fue el de su primo Wilhelm von Plüschow (1852-1930), que se estableció en Taormina. Menos dotado desde el punto de vista artístico que su pariente, pero paradójicamente más moderno en su fotografía, su interés era principalmente comercial, un producto industrial ligado a las exigencias de un mercado.
Plüschow se inició en la fotografía con Gloeden, estableciendo inicialmente en Nápoles y luego en Roma, produciendo desnudos tanto masculinos como femeninos a gran escala, de hecho, de forma industrial.
En sus obras, la coartada artística es más tenue y muy a menudo los jóvenes retratados no pretenden ser otra cosa que muchachos proletarios italianos, con señales de trabajo manual en su cuerpo, bellos, audaces e incluso quizás «disponibles». No es casual que la actividad de Plüschow terminase catastróficamete con un proceso iniciado en 1907, en el que acabó condenado por proxenetismo y expulsado de Italia en 1910. El hecho muestra que, en ausencia de un mercado explícitamente pornográfico (como en nuestros días), la foto del desnudo podía caer en un uso abiertamente erótico y no estaba excesivamente distante de ámbitos no propiamente artísticos (especialmente en lo que se refiere al reclutamiento de modelos).

### Vincenzo Galdi
Desde este punto de vista, la trayectoria de Vincenzo Galdi (activo hacia 1895-1907) es análoga. Galdi fue modelo y amante de Plüschow en Nápoles y lo siguió a Roma como asistente, produciendo y comercializando finalmente sus propios desnudos masculinos y (sobre todo) femeninos.
Galdi produjo el desnudo desde un punto de vista plenamente (y demasiado precozmente) «industrial»: al lado de fotos de arte con modelos posando, que demuestran un gusto apreciable y una capacidad técnica madura, se encuentra una producción abiertamente pornográfica, cualitativamente poco cuidada, en la que aparecen erecciones y en la que la dimensión del miembro del modelo es «puesta en valor».
Esto era demasiado para la sociedad de la época: Galdi se vio envuelto en el escándalo de Plüschow y no se supo más de él hasta 1907; se cree que abandonó la fotografía.

### Frederick Rolfe
Otro extranjero que optó por Italia para fotografiar el desnudo masculino fue el escritor inglés Frederick Rolfe (1860-1913). Sus fotos de adolescentes italianos, aunque con un buen nivel (hasta el punto de que alguna fue publicada en las primeras revistas de fotografía), sin embargo, no van más allá del nivel de un buen aficionado.

### Gaetano D'Agata
Finalmente, un seguidor de Gloeden italiano, el fotógrafo de paisajes de Taormina Gaetano D'Agata (1883-1949), que trató de competir con su compatriota con fotos de niños (muy jóvenes) semidesnudos. Pero sus imágenes, a pesar de tener una buena calidad técnica, demostraron tener poca sensibilidad para este tipo de temas, principalmente debido a la falta de cuidado en la elección de la puesta en escena, a lo que prestaba mucha atención su competidor. La rareza de sus fotos en la actualidad hace pensar que en su momento la respuesta del mercado no fue favorable.

## El cine descubre el desnudo
El nacimiento del cine, a comienzos del siglo XX, creó un nuevo campo de aplicación «legítimo» para el desnudo (no integral), tanto 
masculino como femenino: las fotos reveladoras de los divos de la gran pantalla, que comenzaron a ser propuestos y vendidos como «símbolos sexuales». Desde la época de los divos del cine mudo existen fotos de actores como Rodolfo Valentino o Ramón Novarro con el torso desnudo o en traje de baño.
Estas fotos eran encargadas por los estudios que tenía bajo contrato a los actores y estaban destinadas sobre todo a un público femenino de fanes, habitualmente a través de revistas especializadas con una gran difusión y vendidas a bajo precio, a niveles populares. Desde este punto de vista, el cine crea un desnudo masculino «popular», muy extendido, pero sobre todo nunca integral.

## El culto al cuerpo

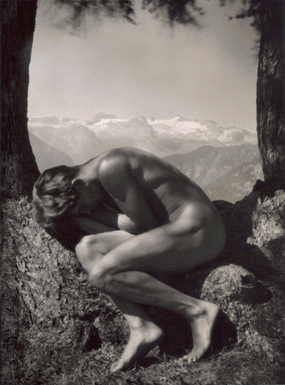
Rudolf Koppitz, En el seno de la naturaleza (1923).

Hasta la II Guerra Mundial creció de forma sostenida la fotografía relacionada con el «culto a los movimientos corporales típicos de los comedores saludables y nudistas» común en muchos países europeos, hasta llegar a convertirse incluso e fenómeno de masas. Este fenómeno permitió el nacimiento de las primeras revistas dedicadas a la «cultura física», entre ellas la más famosa y longeva, la francesa La culture physique. Del término «cultura física» proviene el nombre del culturismo. Obviamente, los editores se dieron cuenta del potencial comercial de este producto, que podía ser consumido por aquellos que no frecuentaban los gimnasios, llevándolos a publicar imágenes cada vez más sensuales y eróticas, pero siempre sin mostrar los genitales desnudos. La fotografía más apreciada en la actualidad, de entre los que trabajaron en esta época, es la de Kurt Reichert.
Las autoridades de la Iglesia no vieron con buenos ojos el fenómeno que fue tachado de inmoral y que fue reglamentado y obstaculizado por los regímenes autoritarios. En particular en Italia, con el fascismo, la producción del desnudo masculino cesó casi del todo hasta finales de la década de 1970. Sin embargo, un reflejo de esta tradición cultural se puede rastrear en el arte de los regímenes totalitarios, que consideraron conveniente para sus propios fines la exaltación del cuerpo propuesta por el movimiento de la cultura física. Así se explica porque a veces se puede encontrar una sensibilidad homoerótica en imágenes fotográficas oficiales producidas por el fascismo, el nazismo o incluso en la Unión Soviética. Con la película Olympia de Leni Riefenstahl, considerada una obra maestra a pesar de que fue encargada expresamente por el régimen nazi, esta actitud cultural incluso aterrizó en el cine. (Véase también: Historia de la homosexualidad en Alemania#Homoerotismo en el arte nazi)
En cuanto al desnudo integral, durante todo el periodo de entreguerras, el comercio de fotografías de este tipo permaneció un fenómeno elitista, a menudo clandestino, limitado a ciertos países solamente, reservado a fotografías originales «artísticas», con consecuencias obvias sobre el precio y las cantidades ofrecidas en el mercado.

## La Posguerra y elbeefcake
En la Posguerra se mantuvieron en Europa la tradicional producción de desnudo masculino ligado al arte y al deporte. Ejemplo son las fotos de desnudos de alta calidad artística de atletas olímpicos y culturistas realizadas entre las décadas de 1930 y 1960 por el Studio Arax en París. Sin embargo, el grueso de la producción se desplazó a los Estados Unidos, a pesar de la paradoja de que seguía siendo un país más puritano que los europeos. El nuevo bienestar de las masas y el crecimiento vertiginoso de la subcultura homosexual habían producido una explosión de la demanda del desnudo masculino comercial. El cierre de las fronteras a las imágenes consideradas obscenas llevó a los estadounidenses a dotarse finalmente de una producción nacional.

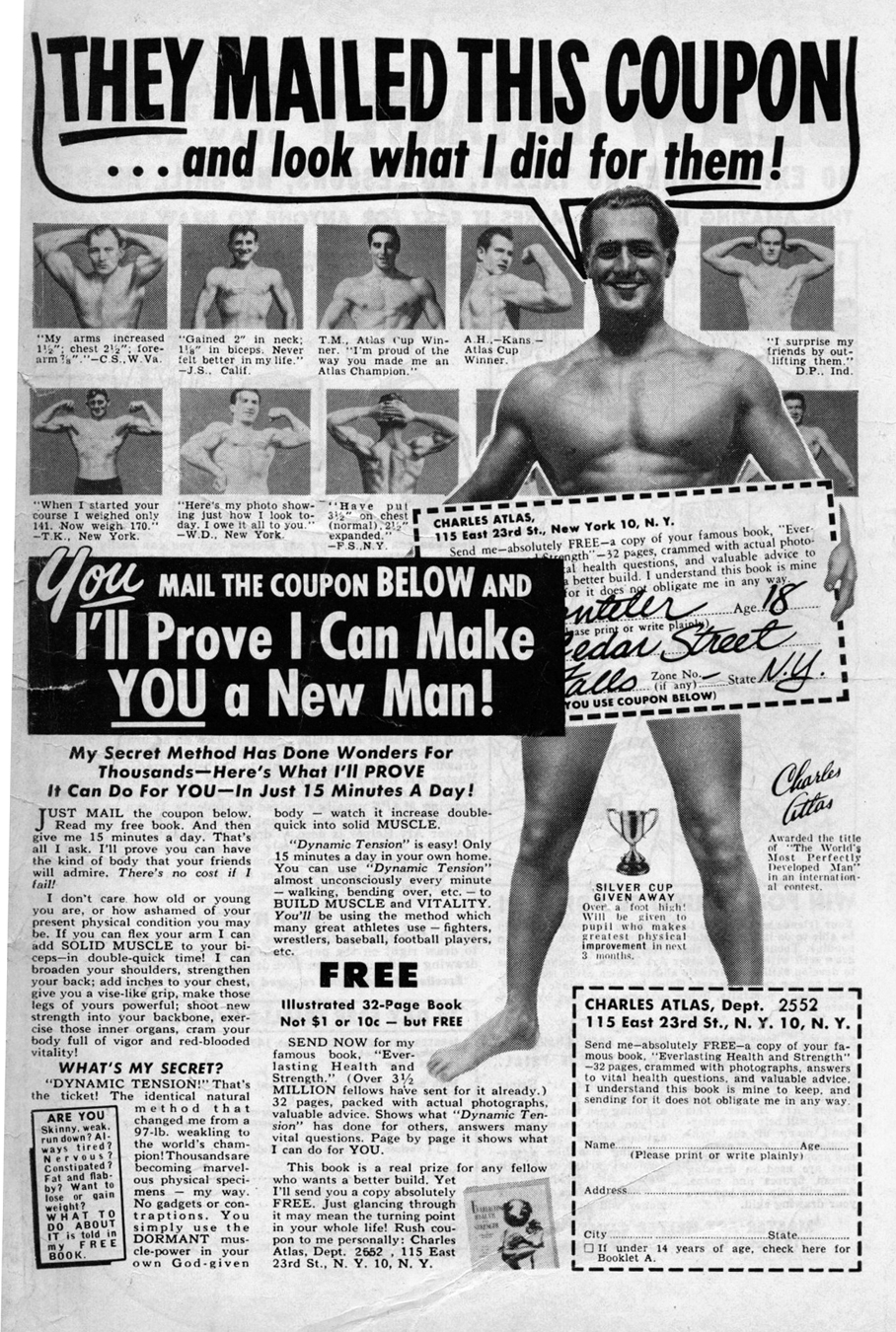
Propaganda de un método de musculación en la revista Atomic War! n°. 4 (1953) con una estética que recuerda al beefcake.

No sin problemas, arrestos y confiscaciones, un núcleo de fotógrafos dio vida a la llamada fotografía beefcake («pastel de carne»), aprovechando el enorme éxito del culturismo para justificar las fotos de hombres con taparrabos cada vez más escasos bajo el manto de la «cultura física». Se trataba de una auténtica producción en masa, vendida directamente o por correspondencia a través de revistas de culturismo, que se ocupaban bien poco del culturismo y en cambio mucho de los culturistas.
Entre los nombres más conocidos está sin duda el de Bob Mizer de la Athletic Model Guild y Bruce Bellas («Bruce of Los Angeles»). De elevada calidad artística eran las fotos, aunque comerciales, de Lon of New York. Otros nombres fueron Douglas of Detroit, Milo of Los Angeles, Chuck Renslow (Kris of Chicago), de la Western Photography Guild. James Bidgood creó un universo onírico, en el que el kitsch se convierte en arte, inspirando a fotógrafos posteriores como Pierre et Gilles. Otros menos notables fueron Demi-Dieux, David of London, Vince of London, el francés Jacques Ferrero y el italiano Peppino di Torino, un fotógrafo todavía por estudiar.
Este tipo de producción enseguida tuvo éxito fuera de los Estados Unidos, facilitada por el hecho de que algunos de los culturistas favoritos de estas revistas, como por ejemplo Steve Reeves, se convirtieron en estrellas de cine a nivel mundial gracias a las películas de gladiadores de Hollywood.
Debe notarse que con el fenómeno beefcake los confines de la foto de desnudo artística y la foto comercial erótica fueron confundidas deliberadamente durante dos o tres decenios: fotógrafos de gran talento artístico trabajaron en el sector comercial con fotos eróticamente alusivas para la época, mientras que en otras ocasiones las fotos puramente artísticas. o con pretensiones de serlo, se revelaban menos audaces y más conservadoras que las comerciales.
Entre los fotógrafos de arte hay que señalar por su originalidad al estadounidense George Platt Lynes, de gran elegancia clásica, a veces surreal, que vendía sus imágenes bajo seudónimo a las revistas homófilas europeas. El también norteamericano Carl Van Vechten tenía una particular predilección por los retratos de hombres negros, cosa rara en la época en Estados Unidos. Otros fueron el francés Raymond Voinquel, refinado, culto y muy «clásico»; el alemán Herbert List, de inspiración «clasicista»; y el también alemán Herbert Tobias, abierto a relatar la historia de la naciente comunidad gay de París y Berlín de la década de 1950.

## El nacimiento de la fotografía pornográfica
En 1968 la revista beefcake Grecian Guild Pictorial gana un recurso a la Corte Suprema de los EE. UU. que finalmente abre la posibilidad de que el desnudo masculino, incluso el integral, sea considerado como arte. Fue la apertura que permitió la aparición de una infinidad de revistas, todas «artísticas», que presentaban el desnudo masculino. El fenómeno pronto forzó los límites del «sentido común del pudor» de la época, lo que abrió la puerta a la producción de pornografía auténtica y propia, sobre todo, teniendo en cuenta la revuelta que se estaba produciendo en el mundo gay.
El mundo del beefcake no sobrevivió este cambio muchos años. Sólo algunos estudios, como Champion o el Athletic model Guild, consiguieron sobrevivir algunos años convirtiéndose al soft-porn, en el que se muestran erecciones, pero no actos sexuales explícitos.

## La situación actual

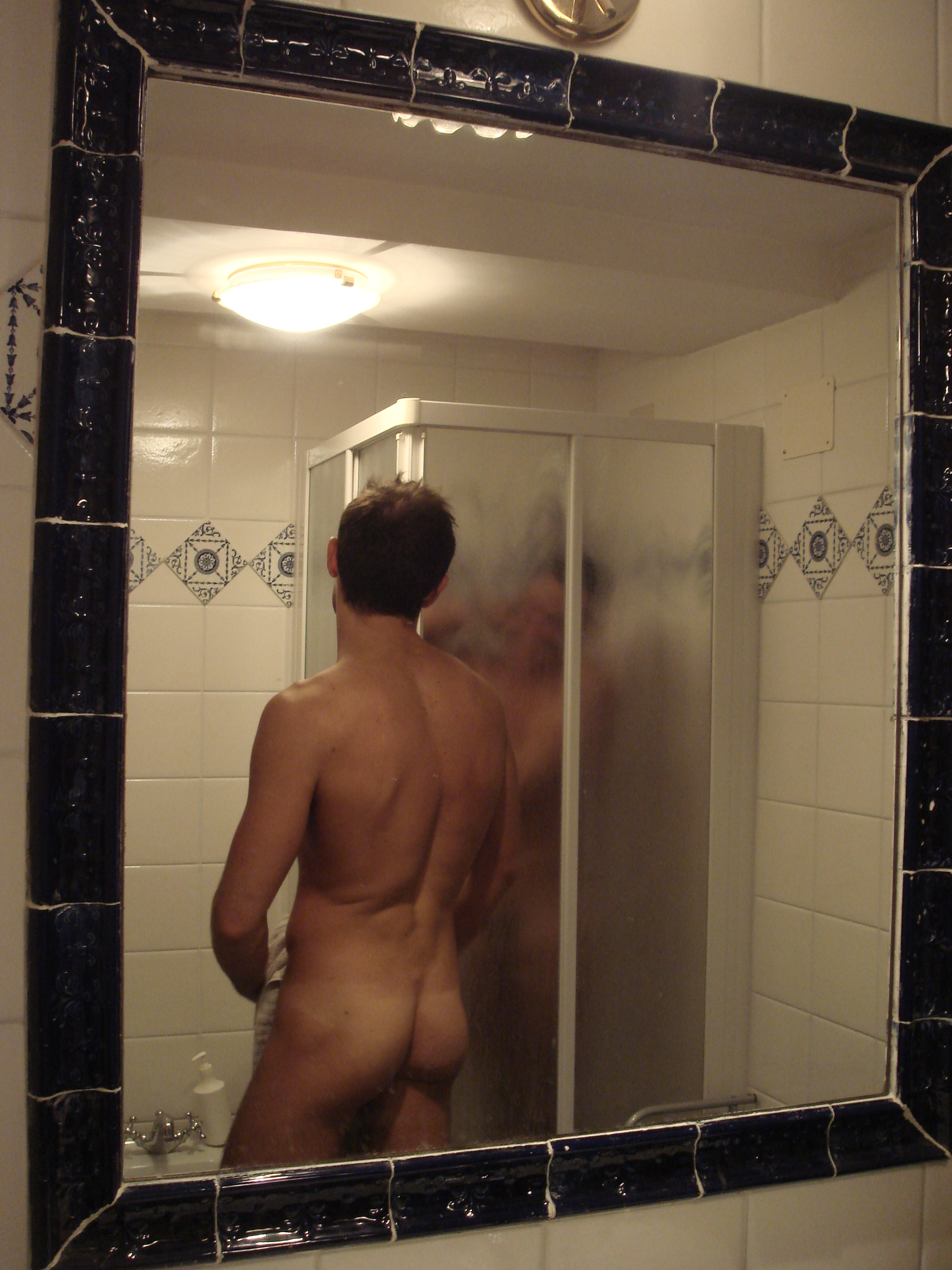
En pareja (2007) de Giovanni Dall'Orto.

Con el nacimiento de la fotografía explícita, la ambigüedad del mundo beefcake desaparece. Se separan por un lado la producción pornográfica, que incluso puede contar con fotógrafos de gran nivel artístico, como Jim French, pero cuyo objetivo de hecho no es el arte, y, por otra, una creciente producción de desnudo artístico, se que mueve en su mayor parte en el mercado gay, que, tras la aparición del movimiento de liberación gay, ha crecido de forma tumultuosa.
Entre los fotógrafos más notables de la Posguerra, se puede citar a Tom Bianchi, Will McBride, Tony Patrioli, Herb Ritts, Arthur Tress, Bruce Weber, este último quizás el más conocido e imitado en el mundo, y muchos otros.
En 1972 el fotógrafo norteamericano Roy Blakey publicó una monografía compuesta exclusivamente por desnudos masculinos, que tituló He. Esta obra está considerada un hito dentro del género.
A partir de la década de 1980, se comienza a poner en duda la distinción entre fotografía pornográfica y de arte en el desnudo masculino, principalmente a través de la provocativa obra de Robert Mapplethorpe y, en menor medida, de Arthur Tress. Ambos realizan citas deliberadas a poses y situaciones típicas de la fotografía pornográfica. Artistas como Bruce LaBruce producen en la actualidad mezclas intencionadas de fotos artísticas y pornográficas. A pesar de ello, ambos géneros se mantienen bien diferenciados en la actualidad, aunque sólo sea por su destino y su coste, que difieren notablemente.